# 西崎康平
西崎 康平（にしざき こうへい、1982年4月2日 - ）は、日本の経営者・YouTuber。トゥモローゲート株式会社 代表取締役 最高経営責任者。

## 略歴
- 1982年4月2日 – 福岡県にて誕生。
- 2005年
  - 3月31日 - 西南学院大学経済学部卒業。
  - 4月1日 – 人材コンサルティング会社に新卒入社。
- 2007年1月 - 大阪支社長に就任。
- 2010年4月 – トゥモローゲート株式会社を創立。代表取締役に就任。
- 2018年
  - 10月 – 企業のブランド力を高めるブランディング事業を開始。
  - 12月 – Twitterアカウント「西崎康平＠ブラックな社長」を開設。
- 2019年11月 – YouTubeチャンネル「西崎康平 ブラックな社長」を開設。

## 人物
福岡県に生まれ、大学卒業までを福岡県で過ごす。就職活動を始めた際に求人企業と自分の価値観とを照らし合わせた結果、企業での人生設計に希望を抱けなかった事から、自身で「オモシロイ会社」を起業することを決意し、知識や経験を蓄えるために人材系ベンチャー企業に就職する。新卒入社後は自身の実力が通用せず営業成績最下位という挫折を味わうも、少しずつ結果を出すことに成功し、2007年には大阪支社の立ち上げに携わり、支社長に就任する。2010年にトゥモローゲート株式会社を設立し、学生向け就活支援事業、採用ブランディング事業を経て、現在では企業のブランド力を総合的に高めるブランディング事業を展開しながらSNSの発信で精力的に活動を行なっている。

## 出演

### ラジオ
- 未来相談室(2022年7月4日、ラジオ日本）
- それU.K.!! ミライbridge(2022年7月10日、FM大阪）

### 雑誌
- FCC REVIEW12月号(2020年12月1日、タナベ経営）

### WEB
- “前例主義”では活躍できない。4人のプロが語る「デキるWebマーケターの条件」(2021年12月24日、新R25）
- 世界一変わった会社で、世界一変わった社員と、世界一変わった仕事を創る。(2022年2月4日、Professional Online）

### イベント、セミナー
- ミッション・ビジョン経営研究会セミナー登壇(2020年9月17日、タナベ経営）
- ミッション・ビジョン経営研究会セミナー登壇(2021年12月8日、タナベ経営）
- 「BOXIL EXPO」優秀なZ世代に選ばれるこれからの企業像イベント登壇（2022年1月27日、スマートキャンプ）
- 「THE OWNER」ブランドづくりの原点はカッコつけるのを辞めること ～ブラックな企業のブランディング術～
  - イベント登壇（2022年3月9日、ZUU）